# Loukisenvaara
Loukisenvaara är en kulle i Finland. Den ligger i Kittilä i landskapet Lappland, i den norra delen av landet, 800 km norr om huvudstaden Helsingfors. Toppen på Loukisenvaara är 247 meter över havet, eller 64 meter över den omgivande terrängen. Bredden vid basen är 2,7 km.
Terrängen runt Loukisenvaara är huvudsakligen platt, men västerut är den kuperad. Trakten runt Loukisenvaara är nära nog obefolkad, med mindre än två invånare per kvadratkilometer. Närmaste större samhälle är Kittilä, 15,5 km söder om Loukisenvaara. 